# 산시 라오천추
산시 라오천추(중국어 간체자: 山西老陈醋, 정체자: 山西老陳醋, 병음: Shānxī lǎo chén cù, 한자음: 산서 노진초)는 중국의 식초이다. 검은 빛을 띠는 흑식초의 하나이며, 주재료는 수수이다. 타이위안시를 비롯한 산시성 펀허강 유역에서 생산된다. 라오천추(중국어 간체자: 老陈醋, 정체자: 老陳醋, 병음: lǎo chén cù, 한자음: 노진초), 천추(중국어 간체자: 陈醋, 정체자: 陳醋, 병음: chén cù, 한자음: 진초)로도 불린다. 중국 4대 유명 식초 중 하나이다. 3,000년 역사를 가지고 있다 전해지며 중국인들은 ‘천하제일초(天下第一醋)’라고 부르기도 한다. 산미가 일반 식초처럼 강하지 않고 색은 검은색을 띄고 있으며 풍미가 좋다. 간장처럼 만두나 튀김요리 등을 찍어먹거나, 소스 등을 만들때 첨가한다. 비슷한 식재료로 산둥지방의 산둥식초가 있다.

## 같이 보기
- 쓰촨 바오닝추
- 융춘 라오추
- 전장 샹추